# Regering-Suárez III
De regering-Suarez III bestond uit ministers benoemd door de Spaanse premier Adolfo Suárez in zijn ministerraad  tijdens de eerste Spaanse legislatuur. Deze legislatuur duurde van 23 maart 1979 tot en met 17 november 1982, maar de regering-Suarez III diende al op 25 februari 1981 zijn ontslag in, waarna de regering-Calvo-Sotelo het overnam en doorregeerde tot het einde van de legislatuur. De grootste partij was UCD.

## Samenstelling
| Ministerspost | Minister |
| --- | --- |
| Premier | - Adolfo Suárez |
| Eerste vicepremier Tevens belast met veiligheid en nationale verdediging                                          | - Manuel Gutiérrez Mellado                                                                                                  |
| Tweede vicepremier Tevens belast met de coördinatie van economische zaken                                         | - (1979-1980) Fernando Abril Martorell - (1980-1981) Leopoldo Calvo-Sotelo                                                  |
| Minister van Buitenlandse Zaken                                                                                   | - (1979-1980) Marcelino Oreja Aguirre - (1980-1981) José Pedro Pérez-Llorca Rodrigo                                         |
| Minister van Relaties met de Europese Gemeenschappen Wordt in 1981 deel van het Ministerie van Buitenlandse Zaken | - (1979-1980) Leopoldo Calvo-Sotelo - (1980-1981) Eduard Punset Casals                                                      |
| Minister van Justitie                                                                                             | - (1979-1980) Íñigo Cavero Lataillade - (1980-1981) Francisco Javier Fernández Álvarez                                      |
| Minister van Defensie                                                                                             | - Agustín Rodríguez Sahagún                                                                                                 |
| Minister van Financiën                                                                                            | - Jaime García Añoveros |
| Minister van Economie                                                                                             | - José Luis Leal Maldonado                                                                                                  |
| Minister van Binnenlandse Zaken                                                                                   | - (1979-1980) Antonio Ibáñez Freire - (1980-1981) Juan José Rosón Pérez                                                     |
| Minister van Publieke Werken en Urbanisme                                                                         | - Jesús Sancho Rof |
| Minister van Handel en Toerisme                                                                                   | - (1979-1980) Juan Antonio García Díez - (1980-1981) Luis Gámir Casares                                                     |
| Minister van Economie en Handel (1980-1981)                                                                       | - Juan Antonio García Díez                                                                                                  |
| Minister van Transport en Communicatie                                                                            | - (1979-1980) Salvador Sánchez-Terán - (1980-1981) José Luis Álvarez Álvarez                                                |
| Minister van Onderwijs en Wetenschap                                                                              | - (1979-1980) José Manuel Otero Novas - (1980-1981) Juan Antonio Ortega y Díaz-Ambrona                                      |
| Minister van Universiteiten en Onderzoek                                                                          | - Luis González Seara |
| Minister van Werkegelegenheid                                                                                     | - (1979-1980) Rafael Calvo Ortega - (1980) Salvador Sánchez-Terán Hernández - (1980-1981) Félix Manuel Pérez Miyares        |
| Minister van Industrie en Energie                                                                                 | - (1979-1980) Carlos Bustelo y García del Real - (1980-1981) Ignacio Bayón Mariné                                           |
| Minister van Landbouw                                                                                             | - Jaime Lamo de Espinosa y Michels de Champourcin - (1981-1982) José Luis Álvarez Álvarez - (1982) José Luis García Ferrero |
| Minister van het Presidentschap                                                                                   | - (1979-1980) José Pedro Pérez-Llorca - (1980-1981) Rafael Arias-Salgado y Montalvo                                         |
| Minister van Territoriaal Bestuur                                                                                 | - (1979-1980) Antonio Fontán - (1980) José Pedro Pérez-Llorca - (1980-1981) Rodolfo Martín Villa                            |
| Minister van Cultuur                                                                                              | - (1979-1980) Manuel Clavero Arévalo - (1980) Ricardo de la Cierva y Hoces - (1980-1981) Íñigo Cavero Lataillade            |
| Minister van Volksgezondheid en Sociale Zekerheid                                                                 | - (1979-1980) Juan Rovira Tarazona - (1980-1981) Alberto Oliart Saussol                                                     |
| Onderminister van Openbaar Bestuur (ondergeschikt aan de premier) Post verdwijnt in 1981                          | - Sebastián Martín-Retortillo                                                                                               |
| Onderminister van Relaties met het Parlement (ondergeschikt aan de premier) Post verdwijnt in 1981                | - Rafael Arias-Salgado Montalvo                                                                                             |
| Onderminister van Legislatieve Coördinatie (ondergeschikt aan de premier) Post verdwijnt in 1981                  | - Juan Antonio Ortega y Díaz-Ambrona                                                                                        |